# Aclou
Aclou ist eine französische Gemeinde mit 345 Einwohnern (Stand 1. Januar 2022) im Département Eure in der Region Normandie.

## Geografie
Aclou liegt im Tal der Risle auf der Grenze zwischen Lieuvin und Roumois, zwölf Kilometer nordöstlich von Bernay und drei Kilometer südwestlich des Kantonshauptorts Brionne.

## Geschichte
Als die Autoroute A28 gebaut wurde, führte man eine präventive archäologische Untersuchung bei Les Fossettes durch, einem unbebauten Ortsteil von Aclou. Man fand bei einer Ausgrabung Löcher von Pfosten und zwei Feuerstellen aus der Jungsteinzeit, die Reste eines Gebäudes von etwa 20 m × 8 m Größe.
Um 1837 wurde eine römische Kamee auf dem Gemeindegebiet gefunden. 1848 wurden im Weiler La Mouqetière fünfzig römische Münzen aus dem 1. und 2. Jahrhundert mit Abbildungen von Nero, Domitian, Hadrian, Antoninus Pius und Faustina gefunden.
Aclou war im 11. Jahrhundert ein Lehen des Klosters Saint-Lô in Rouen, was zwischen 1171 und 1182 von Heinrich II. von England urkundlich bestätigt wurde. In jener Urkunde wurde Aclou Arclou genannt.
Die alte Mühle von Aclou aus dem 12. Jahrhundert liegt in einem Weiler, der früher nach ihr benannt war. Heute heißt der Weiler jedoch Valleville und gehört zu Brionne.
1794 wurde die Kirche Saint-Pierre, auch Saint-Rémy oder Saint-Rémi genannt, im Zuge der Französischen Revolution (1789–1799) geschlossen und ihre Einrichtung im April desselben Jahres nach Bernay gebracht.

## Einwohnerentwicklung
| Jahr | Einwohner | Jahr | Einwohner | Jahr | Einwohner | Jahr | Einwohner |
| ---- | --------- | ---- | --------- | ---- | --------- | ---- | --------- |
| 1793 | 373       | 1841 | 428       | 1881 | 298       | 1936 | 155       |
| 1800 | 398       | 1846 | 400       | 1886 | 275       | 1946 | 177       |
| 1806 | 381       | 1851 | 352       | 1896 | 246       | 1954 | 167       |
| 1821 | 426       | 1856 | 375       | 1911 | 228       | 1968 | 189       |
| 1831 | 404       | 1872 | 380       | 1921 | 203       | 1982 | 250       |
| 1836 | 424       | 1876 | 322       | 1926 | 190       | 2006 | 234       |

## Kultur und Sehenswürdigkeiten

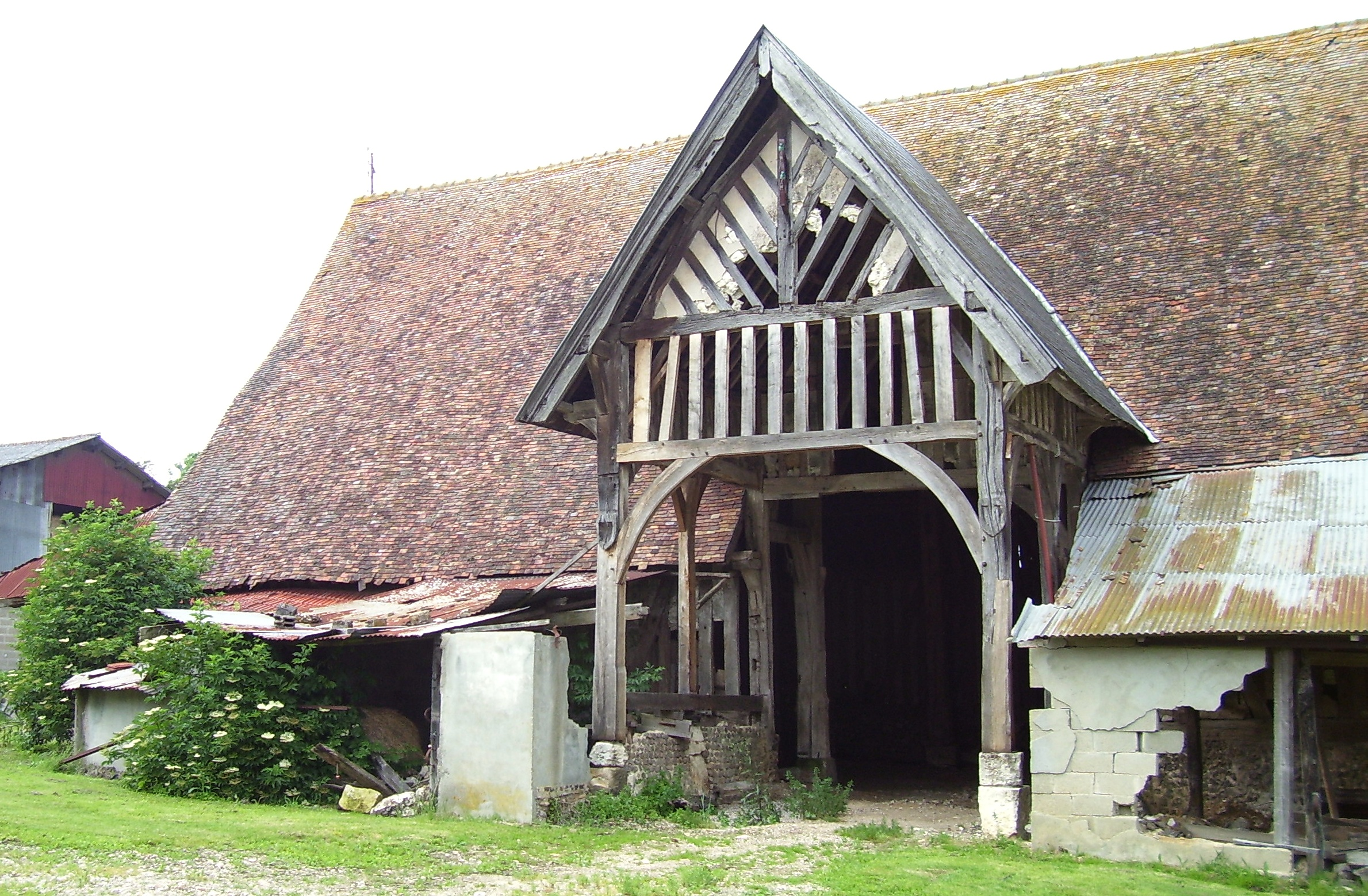
Zehntscheune (Grange dîmeresse de la Haule)

- Eine Zehntscheune aus der zweiten Hälfte des 15. Jahrhunderts.[8]
- Eine steinerne Statue von Johannes dem Täufer aus dem 16. Jahrhundert[9] befindet sich in der Kirche Saint-Rémi, die aus dem 12. Jahrhundert stammt, später jedoch mehrfach umgebaut wurde.[2]

## Wirtschaft
Ein großer Teil der Aclouais arbeitet in der Landwirtschaft. Es wird vor allem Getreide produziert.
Auf dem Gemeindegebiet gelten kontrollierte Herkunftsbezeichnungen (AOC) für Calvados und Pommeau (Pommeau de Normandie) sowie geschützte geographische Angaben (IGP) für Schweinefleisch (Porc de Normandie), Geflügel (Volailles de Normandie) und Cidre (Cidre de Normandie und Cidre normand).

## Persönlichkeiten
- Jean-Claude Bouillon (* 27. Dezember 1941 in Épinay-sur-Seine; † 31. Juli 2017 in Marseille) war ein Schauspieler, der in Aclou wohnte.